# Henry Carr
Pour les articles homonymes, voir Carr.
Henry William Carr, né le 27 novembre 1942 à Montgomery (Alabama) et mort le 29 mai 2015 à Griffin (Géorgie), est un athlète américain, double champion olympique aux Jeux olympiques d'été de 1964, ainsi qu'un joueur de football américain.

## Biographie
Henry Carr est l'un des meilleurs sprinteurs du début des années 1960. Il remporte trois titres nationaux et établit des records du monde sur 200 m, 220 yards et 4 × 400 yards.
En 1963, il bat à Tempe le record du monde du 200 m que détenait Paul Drayton, en courant le 220 yards en 20 s 3. Il remporte le titre NCAA sur 200 m en 20 s 5. La même année, il court en 20 s 69 pour se partager le titre national avec Drayton.
Le 4 avril 1964 il bat son propre record du monde d'un dixième de seconde, toujours à Tempe. Il conserve son titre de champion national mais ne termine que quatrième des sélections olympiques. Les sélectionneurs lui accordent la qualification aux JO au regard de son record du monde et de sa victoire lors des demi-finales.
Aux Jeux olympiques d'été de 1964 à Tokyo, il remporte le titre sur 200 m devant son compatriote Drayton et Ed Roberts de Trinité-et-Tobago. Il est également sacré avec Ollan Cassell, Michael Larrabee et Ulis Williams au titre du relais 4 × 400 m, avec à la clé un nouveau record du monde.
Après sa carrière d'athlète, il devient joueur de football américain aux New York Giants, disputant 37 matchs entre 1965 et 1967.
Il meurt à l'âge de 72 ans,.

## Palmarès

### Jeux olympiques d'été
- Jeux olympiques d'été de 1964 à Tokyo ( Japon)
  -  Médaille d'or sur 200 m
  -  Médaille d'or en relais 4 × 400 m